# Bokn
Bokn ist eine Kommune im norwegischen Fylke Rogaland. Die Kommune hat 893 Einwohner (Stand: 1. Januar 2025). Verwaltungssitz ist die Ortschaft Føresvik.

## Geografie

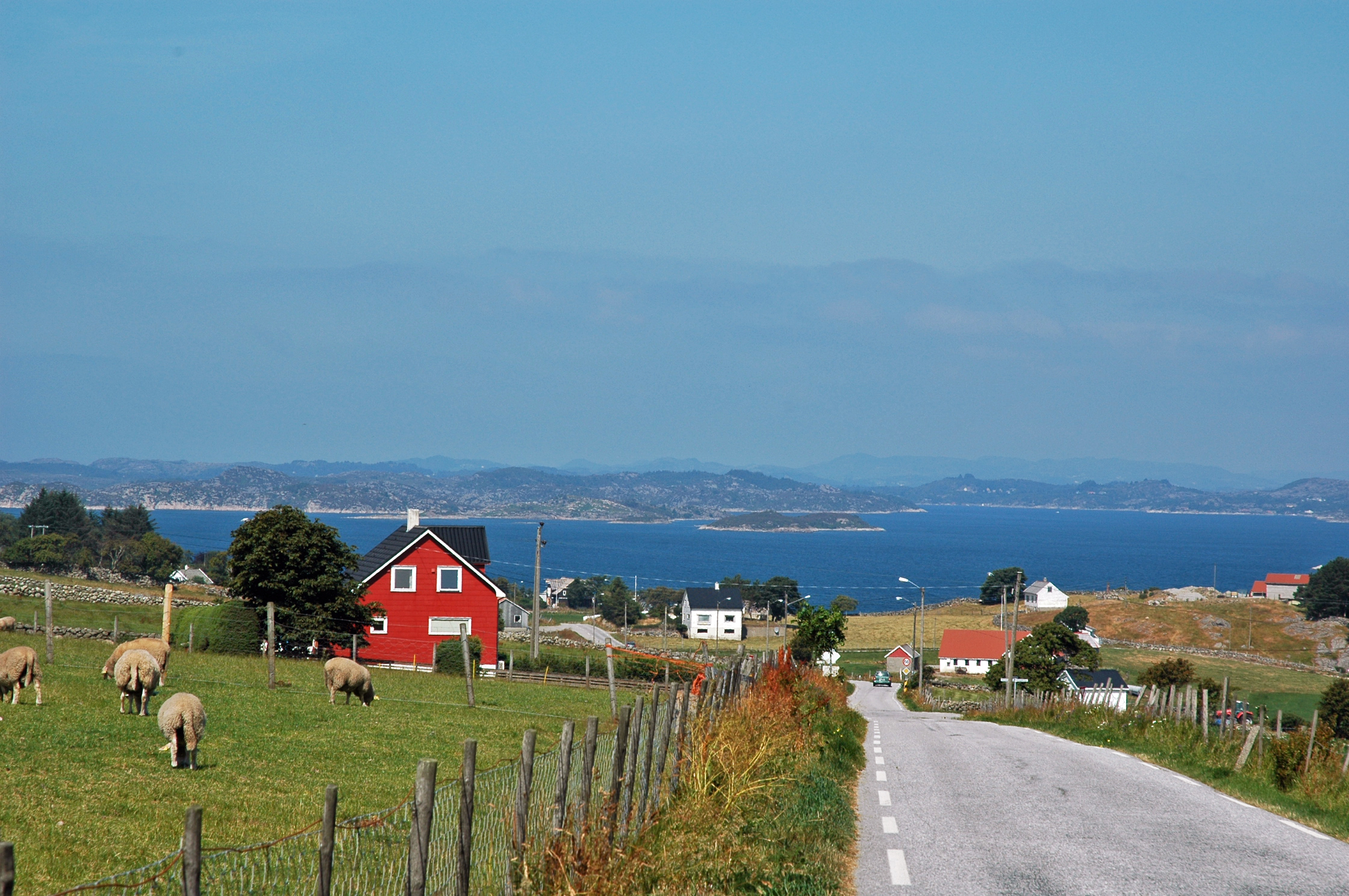
Blick auf Bokn und den Boknafjord

Die Gemeinde liegt an der norwegischen Westküste im Norden des Boknafjords. Bokn setzt sich aus mehreren Inseln zusammen. Zu den größten Inseln gehören Vestre Bokn, Loten, Austre Bokn und Ognøya. Die beiden Inseln Vestre Bokn und Loten sind durch die schmale Meerenge Sunnalandsstraumen voneinander getrennt. Vor allem auf der größten Inseln der Kommune, der Insel Vestre Bokn, liegen mehrere Seen und Teile der Inselfläche sind Moore. Die Erhebung Boknafjellet auf Vestre Bokn stellt mit einer Höhe von 293,4 moh. den höchsten Punkt der Kommune Bokn dar.
Es bestehen im Meer verlaufende Grenzen zu Karmøy im Westen, Tysvær im Norden sowie Stavanger und Kvitsøy im Süden. Flächenmäßig ist Bokn die neuntkleinste Kommune Norwegens (Stand: 2021).

## Einwohner
Der Großteil der Einwohner lebt an den Küstenstreifen der vier bewohnten Inseln Vestre Bokn, Austre Bokn, Loten und Ognøya. Am stärksten besiedelt ist der Nordosten von Vestre Bokn und der dem Inselbereich gegenüberliegende Westen von Austre Bokn. Auf Vestre Bokn liegt auch das Verwaltungszentrum Føresvik und der Ort Bokn. Die Einwohnerzahlen hielten sich im 20. Jahrhundert weitgehend stabil oder waren leicht rückläufig. Durch die Anbindung der Kommune ans Festland, begann die Einwohnerzahl anzusteigen. Die Ortschaft Bokn ist der einzige sogenannte Tettsted, also die einzige Ansiedlung, die für statistische Zwecke als eine städtische Siedlung gewertet wird. Zum 1. Januar 2024 lebten dort 501 Einwohner.
Die Einwohner der Gemeinde werden Boknar oder Bokner genannt. Offizielle Schriftsprache ist wie in vielen Kommunen in Rogaland Nynorsk, die weniger weit verbreitete der beiden norwegischen Sprachformen.
| Jahr          | 1986 | 1990 | 1995 | 2000 | 2005 | 2010 | 2015 | 2020 | 2025 |
| ------------- | ---- | ---- | ---- | ---- | ---- | ---- | ---- | ---- | ---- |
| Einwohnerzahl | 742  | 738  | 772  | 786  | 769  | 831  | 865  | 852  | 893  |

## Geschichte
Die Kommune Bokn entstand im Jahr 1849, als Bokn mit damals 1035 Einwohnern von Skudenes abgespalten wurde. Skudenes verblieb mit 5044 Einwohnern und ist heute Teil der Gemeinde Karmøy.
Die Bokn kyrkje ist eine Holzkirche aus dem 1847 auf der Insel Vestre Bokn.

## Wirtschaft und Infrastruktur

### Verkehr

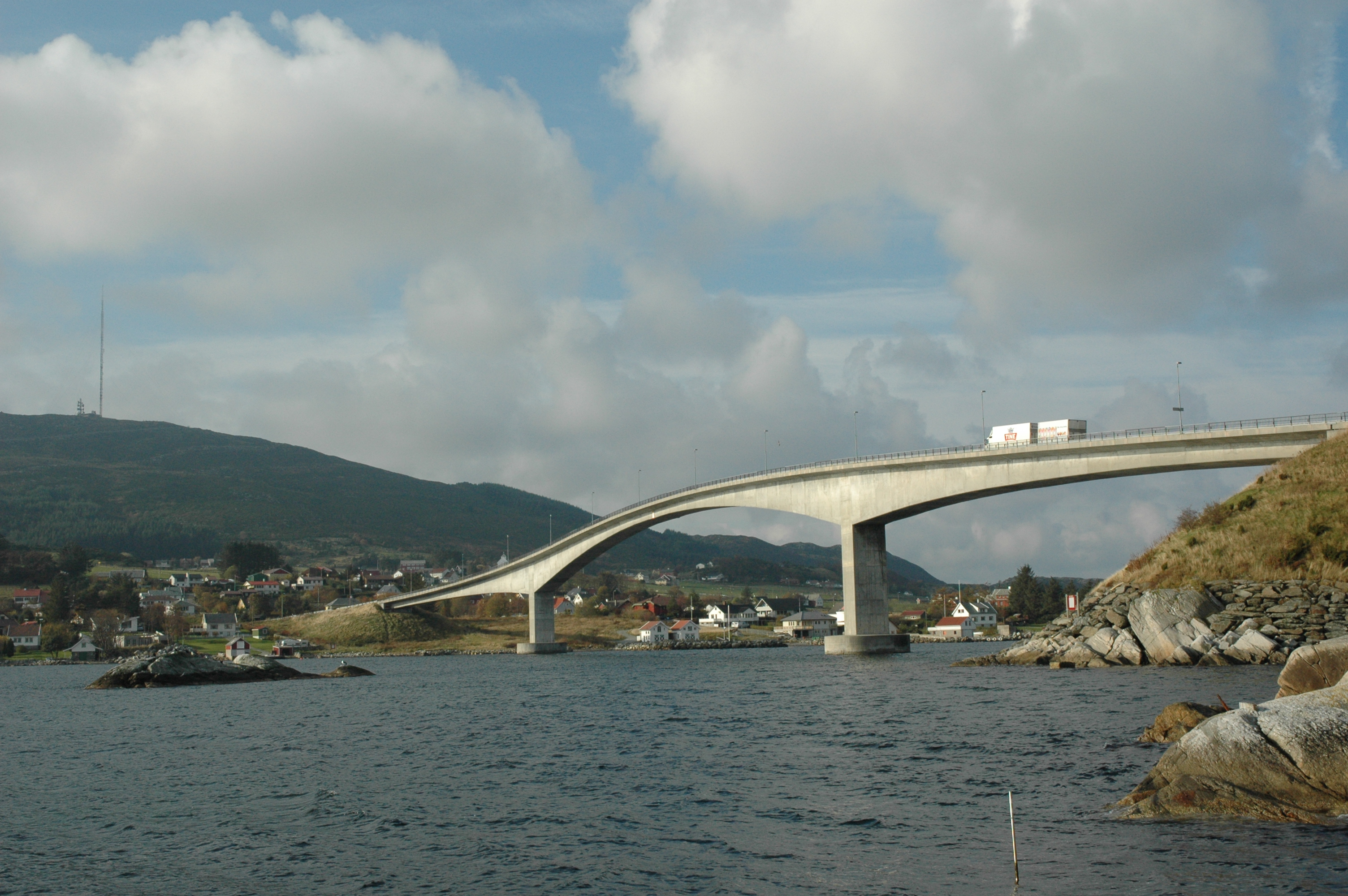
Brücke zwischen Vestre und Austre Bokn

Durch die Kommune verläuft die Europastraße 39 (E39), die insgesamt von der norwegischen Südküste entlang der Westküste bis nach Trondheim führt. Die E39 verläuft vom Süden der Insel Vestre Bokn Richtung Norden. Mit einer Brückenverbindung geht sie auf Austre Bokn über, von dort weiter auf die Insel Ognøya. Von dieser Insel besteht eine Brückenverbindung auf das Festland. In den Süden führt die E39 mit einer Fährverbindung über den Boknfjord in die Kommune Stavanger. Das geplante Straßenbauprojekt Rogfast sieht dort einen Unterwassertunnel vor.

### Wirtschaft
In der Landwirtschaft ist vor allem die Haltung von Schafen und die Milchproduktion verbreitet. Eine wichtige Einnahmequelle ist die Fischzucht. Fische gefangen werden ansonsten vor allem außerhalb der Kommune. Im Jahr 2020 arbeiteten von 440 Arbeitstätigen nur etwa 220 in Bokn selbst, die weiteren verteilten sich auf umliegende Kommunen wie Haugesund, Tysvær und Karmøy.

## Name und Wappen
Das seit 1986 offizielle Wappen der Kommune zeigt sechs silberne Kreise auf blauem Hintergrund. Die Kreise, die zu einem Dreieck angeordnet sind, sollen die Erhebung Boknafjellet darstellen, welcher in der Schifffahrt als Navigationshilfe verwendet wird. Die Herkunft des Namens der Kommune ist nicht genau gesichert und es gibt dazu verschiedene Theorien.